# Giustizia privata - Una madre sotto accusa
Giustizia privata - Una madre sotto accusa è un film per la televisione del 1992.

## Trama
La famiglia di Michael e Laura Elias viene turbata quando Carly, la maggiore delle due figlie, viene violentata e uccisa da Peter Lipton, un ragazzo di buona famiglia. Nel processo che ne consegue Peter viene sanzionato con una pena mite per infermità mentale temporanea. Laura non si dà pace, ribadendo che non è stata fatta giustizia.
Una volta dimesso dalla casa di cura, Peter inizia a molestare la donna e Lissa, la figlia minore. Laura decide di comprare una pistola e, in un luogo affollato, uccide Peter, nel momento in cui sta per corteggiare un'altra ragazza.
Laura viene arrestata per l'assassinio di Peter. La donna rifiuta di essere difesa e vuole prendersi la responsabilità dell'omicidio, accettando anche le conseguenze. L'avvocato difensore, con un'abile orazione, riesce a dimostrare che il gesto di Laura era di una donna disperata, non di un'assassina. Quindi Laura riceve una condanna di omicidio colposo.